# Oliver Rauhut
Oliver Walter Mischa Rauhut (* 30. September 1969) ist ein deutscher Wirbeltierpaläontologe.

## Leben
Rauhut wuchs in Aachen auf.  Er schloss 1995 ein Studium der Geologie/Paläontologie an der Freien Universität Berlin mit dem Diplom ab. Von 1996 bis 1999 schrieb er an der University of Bristol bei David Unwin seine Dissertation und wurde im Mai 2000 promoviert. Seit 2004 arbeitet Rauhut als Kustos für Niedere Wirbeltiere an der Bayerischen Staatssammlung für Paläontologie und Geologie in München. Zusätzlich ist er seit 2007 Privatdozent an der Universität München.
Sein Forschungsgebiet ist die mesozoische Landwirbeltierfauna, hier insbesondere die Evolution der Dinosaurier. Rauhut beschrieb, auch als Co-Autor, mehrere Dinosaurier, darunter die Theropoden Aviatyrannis, Condorraptor, Sciurumimus, Wiehenvenator, Suchomimus, Xinjiangovenator und der Sauropode Brachytrachelopan, sowie den Urvogel Alcmonavis und Asfaltomylos, das erste in Südamerika gefundene fossile Säugetier aus der Zeit des Juras.
Rauhut ist verheiratet und hat zwei Kinder.

## Auszeichnungen
- 2004: Albert Maucher-Preis für Geowissenschaften der Deutschen Forschungsgemeinschaft (DFG).[4]

## Wissenschaftliche Veröffentlichungen (Auswahl)
- C. Foth, O. W. M. Rauhut: Macroevolutionary and morphiofunctional patterns in theropod skulls: a morphometric approach. In: Acta Palaeontologica Polonica. Band 58, Nr. 1, 2013, S. 1–16.
- D. Pol, O. W. M. Rauhut u. a.: A new fossil from the Jurassic of Patagonia reveals the early basicranial evolution and the origins of Crocodyliformes. In: Biological Reviews. Band 88, Nr. 4, 2013, S. 862–872.
- A. López-Arbarello, E. Sferco u. a.: A new genus of coccolepidid fishes (Actinopterygii, Chondrostei) from the continental Jurassic of Patagonia. In: Palaeontologia electronica. Band 16, Nr. 1, 2013, S. 1–23.
- O. W. M. Rauhut: A tyrannosauroid dinosaur from the Late Jurassic of Portugal. In: Palaeontology. Band 46, 2003, S. 903–910.
- O. W. M. Rauhut: Osteology and relationships of a new theropod dinosaur from the Middle Jurassic of Patagonia. In: Palaeontology. Band 48, 2005, S. 87–110.
- O. W. M. Rauhut u. a.: A Jurassic mammal from South America. In: Nature. Band 416, 2002, S. 165–168.
- O. W. M. Rauhut u. a.: Discovery of a short-necked sauropod dinosaur from the Late Jurassic period of Patagonia. In: Nature. Band 435, 2005, S. 670–672.
- O. W. M. Rauhut u. a.: The small theropod dinosaurs Tugulusaurus and Phaedrolosaurus from the Early Cretaceous of Xinjiang, China. In: Journal of Vertebrate Paleontology. Band 25, 2005, S. 107–118.
- P. C. Sereno u. a.: A long-snouted predatory dinosaur from Africa and the evolution of the spinosaurids. In: Science. Band 282, 1998, S. 1298–1302.